# Banco Anglo Sudamericano

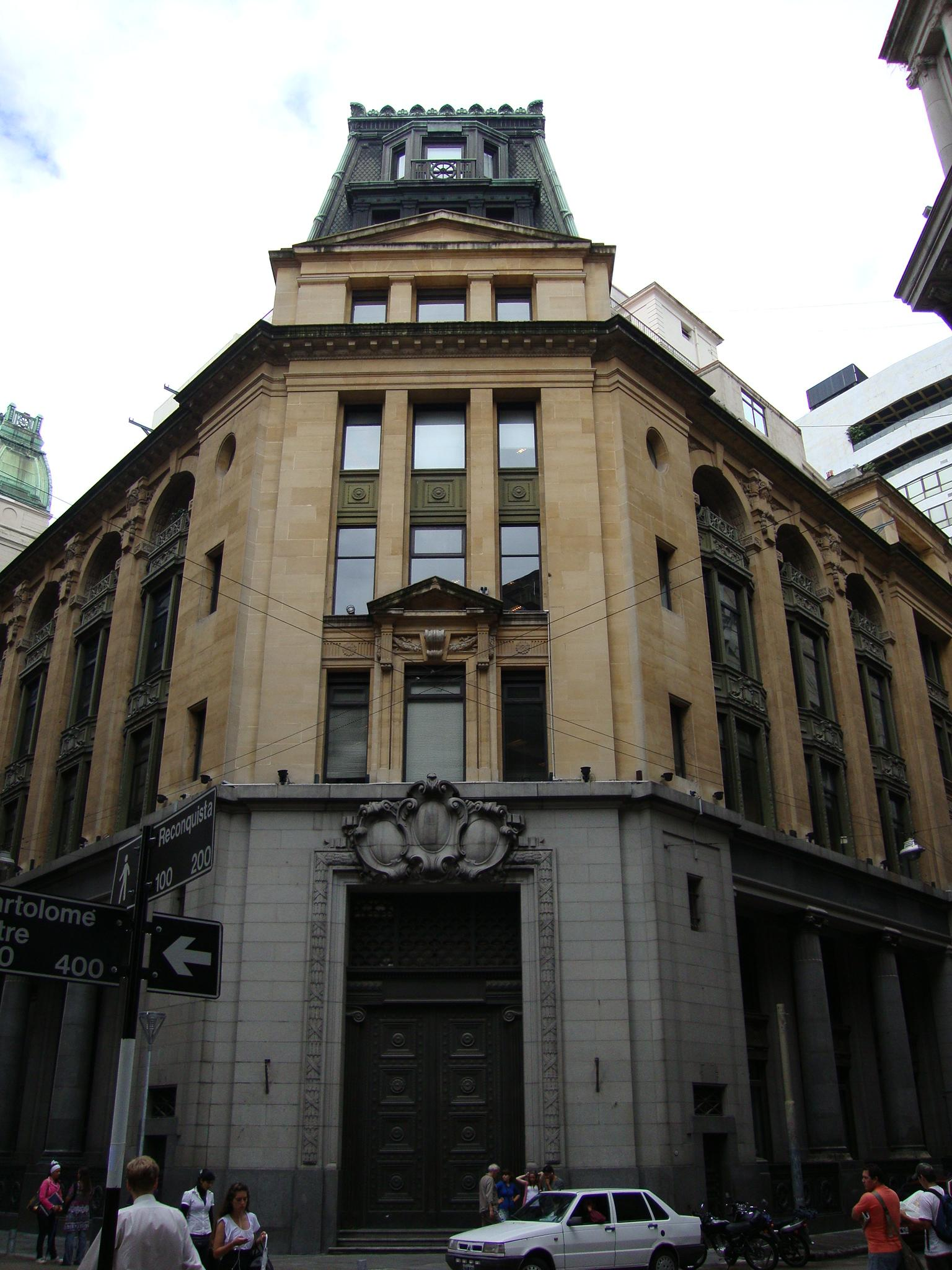
Fotografía del edificio construido para el Banco Anglo Sudamericano, terminado en 1920. Actualmente "Palacio de la Reconquista". Calles Bartolomé Mitre y Reconquista, Buenos Aires.

El Banco Anglo Sudamericano fue una institución financiera de capitales ingleses en Sudamérica. Fue fundado en 1888 con el nombre de Banco de Tarapacá y Londres, operando en Chile, hasta que en 1900 absorbió al Banco Anglo Argentino y pasó a llamarse Banco de Tarapacá y Argentina. Adoptó su nombre definitivo en 1907. En 1924 se fusionó con el Banco Británico de la América del Sur.

## Historia

### Comienzos
En 1883, Chile, triunfador en la Guerra del Pacífico, anexó la provincia peruana de Tarapacá. Una sociedad comercial encabezada por John Thomas North, un importante inversor inglés, dueño de gran parte de las minas de salitre del recién anexado territorio chileno, fundó el Banco de Tarapacá y Londres para ingresar en el negocio del nitrato. Más adelante, se expandió hacia los rubros del café y el cacao hasta consolidar una vasta red financiera parte del Imperio Británico. El banco tenía sus oficinas centrales en Londres, pero la mayoría de sus operaciones tenía lugar en el extranjero, principalmente en Chile.
A comienzos del siglo XX, el Banco de Taracapá y Londres comenzó a buscar nuevas oportunidades de inversión fuera de Chile. Su plan fue establecerse en Buenos Aires, capital de Argentina, donde cuatro bancos británicos ya estaban radicados. Compró el más pequeño de éstos, el Banco Anglo-Argentino, que había sido fundado en 1889 y que tenía dos sedes, en Buenos Aires y en Montevideo, capital de Uruguay. El banco, rebautizado primero como Banco de Tarapacá y Argentina, en 1905, y finalmente como Banco Anglo Sudamericano, en 1907, se asoció con bancos belgas, abrió una rama en Alemania y consiguió una abrir una cuenta en el Banco de Inglaterra.
En 1905, Bunge & Born impulsó la creación del Banco Hipotecario Franco-Argentino, una entidad financiera integrada, entre otros, por la Banque de l'Union Parisienne (París), la Société Générale de Belgique (Bruselas) y Bunge & Co. (Amberes).

### ElCommercial Bank of Spanish Americay su adquisición
En 1910, el banco adquirió una participación accionaria minoritaria en otro de los bancos ingleses que operaban en Buenos Aires, el Commercial Bank of Spanish America (Banco Comercial de Hispanoamérica), y siete años después, en 1917, obtuvo el control total. Sin embargo, operó ambos bancos por separado. 
El capital del Banco Comercial de Hispanoamérica provenía de una serie de fusiones de bancos ingleses establecidos en Centroamérica también en las décadas finales del siglo XIX: La Cortés Commercial and Banking Company, el Banco de Nicaragua, que se ocupaba de financiar el comercio del café y el Banco Particular de El Salvador, principalmente.
El Palacio de la Reconquista, la sede del Banco Comercial de Hispanoamérica en la  Argentina, está ubicado en la calle Reconquista (de allí su nombre), en el distrito financiero de Buenos Aires. Fue diseñado por los arquitectos británicos Paul Bell Chambers y Louis Newbery Thomas en un estilo académico característico de los vistosos edificios financieros de la época. Su construcción se completó en 1920.
El Banco Comercial declinó como consecuencia de la Primera Guerra Mundial. Muchos de sus accionistas vendieron un buen número de acciones al Banco Anglo-Sudamericano. Con esta adquisición, el Banco Anglo Sudamericano ahora controlaba varias sucursales en Argentina (Buenos Aires, Mendoza, y Bahía Blanca), Bolivia, Centroamérica, Colombia, Cuba, Ecuador, México, Perú, Uruguay y Venezuela. En 1926, el banco compró las ramas restantes del Banco Comercial en Centroamérica, Colombia, Ecuador y Venezuela.

### Expansión y caída
En 1920, el banco continuó su expansión con la adquisición de dos nuevas instituciones financieras: el British Bank of South America (Banco británico de Sudamérica), y un 60% de las acciones de la firma Banco de A. Edwards y Cía., en Chile. El Banco Británico de Sudamérica provenía de capitales invertidos en Brasil desde 1862 y tardíamente se había expandido hacia las principales ciudades portuarias de Argentina, Buenos Aires y Rosario. Por otro lado, el Banco de A. Edwards y Cía había sido fundado en 1867 y se dedicaba a la impresión de billetes en Pesos Chilenos y Libras Esterlinas.
Para 1925 era el primer banco extranjero en Argentina por su capital, y el sexto por sus
reservas.
A partir de fines de la década de 1920, el desarrollo de nitratos sintéticos y la Gran Depresión tuvieron un impacto negativo sobre los negocios del Banco Anglo Sudamericano.  En 1936, entró en una fase de liquidación. Su principal rival, el Bank of London and South America (Banco de Londres y América del Sur), conocido por sus siglas BOLSA, ganó control de muchas de sus filiales. Por ejemplo, Banco A. Edwards pasó a ser una subsidiaria de BOLSA, hasta su adquisición por Midland Bank en 1987 y diez años después por HSBC Bank Argentina, mientras que las operaciones de Edwards en Chile pasaron al Banco de Chile en 2001.